# Box Office India
Box Office India（ボックス・オフィス・インディア）は、インドのウェブサイト。2014年1月20日に新しいウェブサイトが公開された。

## 概要
2003年6月10日に開設された。ドメイン所有者はコンタクト・プライバシー社であり、インターネット・ソフトウェア社のTucows社が登録されている。主要な閲覧者はインドの他にパキスタン、バングラデシュ、ネパールなどボリウッド映画が輸出されている国がほとんどである。1日あたりの平均アクセス数は8万3854ページビュー、広告収入は1か月間で7547ドル、2012年12月時点の純資産は18万3641ドルだった。また、350のウェブサイトからバックリンクされており、複数の新聞が主要な情報源として活用している。

## 興行収入レポート
Box Office Indiaは主にボリウッド映画の国内・海外興行収入の成績を発表している。同サイトでは10年ごとに興行収入成績をアップデートしており、同時に1週間ごとの国内興行成績と最終的な興行収入を発表している。また、インドで公開されたハリウッド映画の公開初週と最終興行収入も発表している。ただし、ボリウッド映画のテルグ語吹替版、タミル語吹替版、カンナダ語吹替版及び極東・ロシア市場の興行収入は含まれていない。